# Université autonome de Lisbonne
 (janvier 2019).
Si vous disposez d'ouvrages ou d'articles de référence ou si vous connaissez des sites web de qualité traitant du thème abordé ici, merci de compléter l'article en donnant les références utiles à sa vérifiabilité et en les liant à la section « Notes et références ».
L'université autonome de Lisbonne (en portugais : Universidade autónoma de Lisboa), aussi appelée université Luís de Camões, est une université privée portugaise fondée en 1985 à Lisbonne.
Elle est la plus vieille université privée du pays et elle a son siège dans le Palais des Comtes de Redondo.

## Organisation
L'université est composée de 8 départements :
- Architecture
- Droit
- Histoire, arts et humanités
- Psychologie
- Relations internationales
- Sciences de la communication
- Sciences et technologies
- Sciences économiques et entrepreneuriales

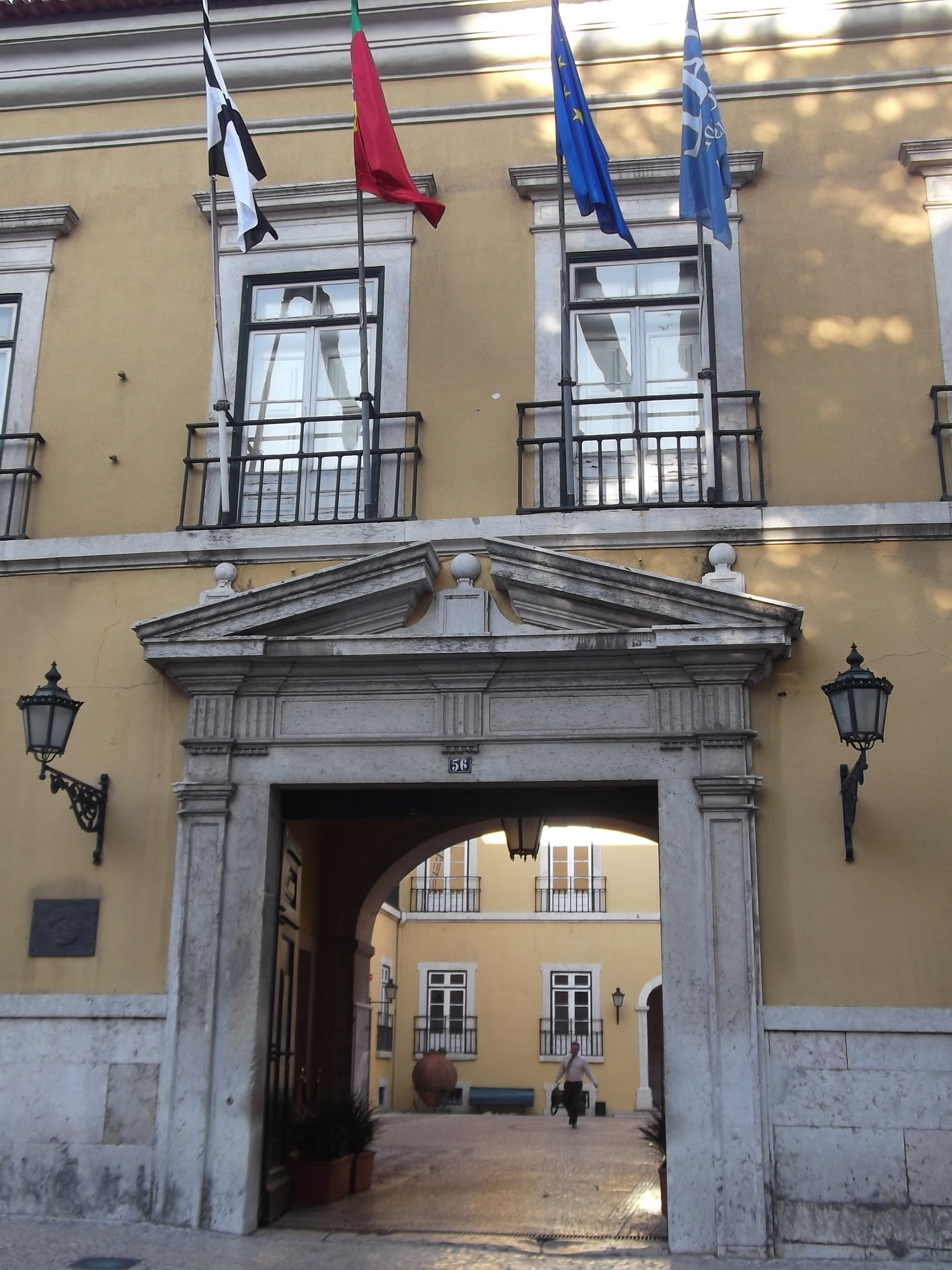
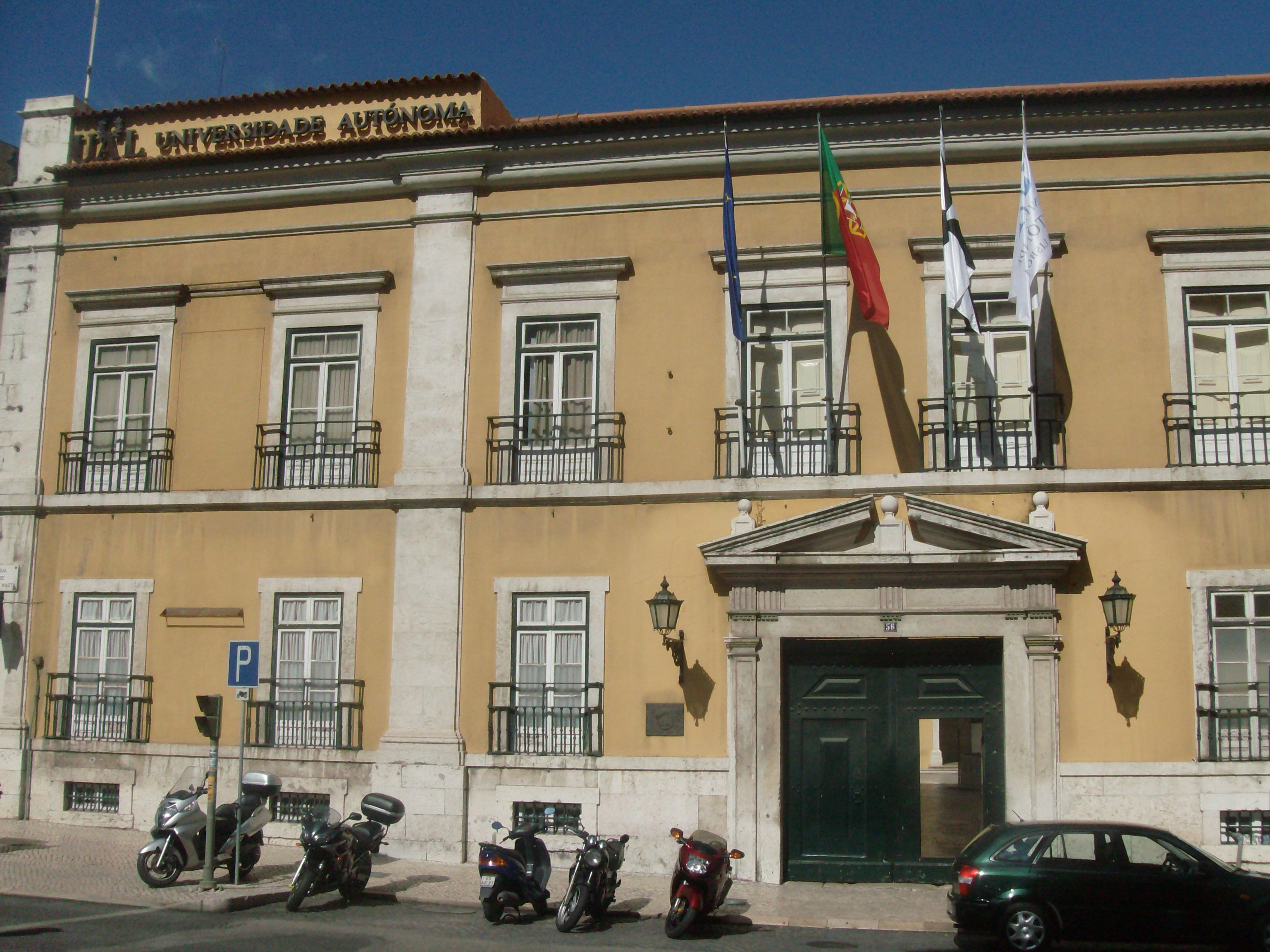
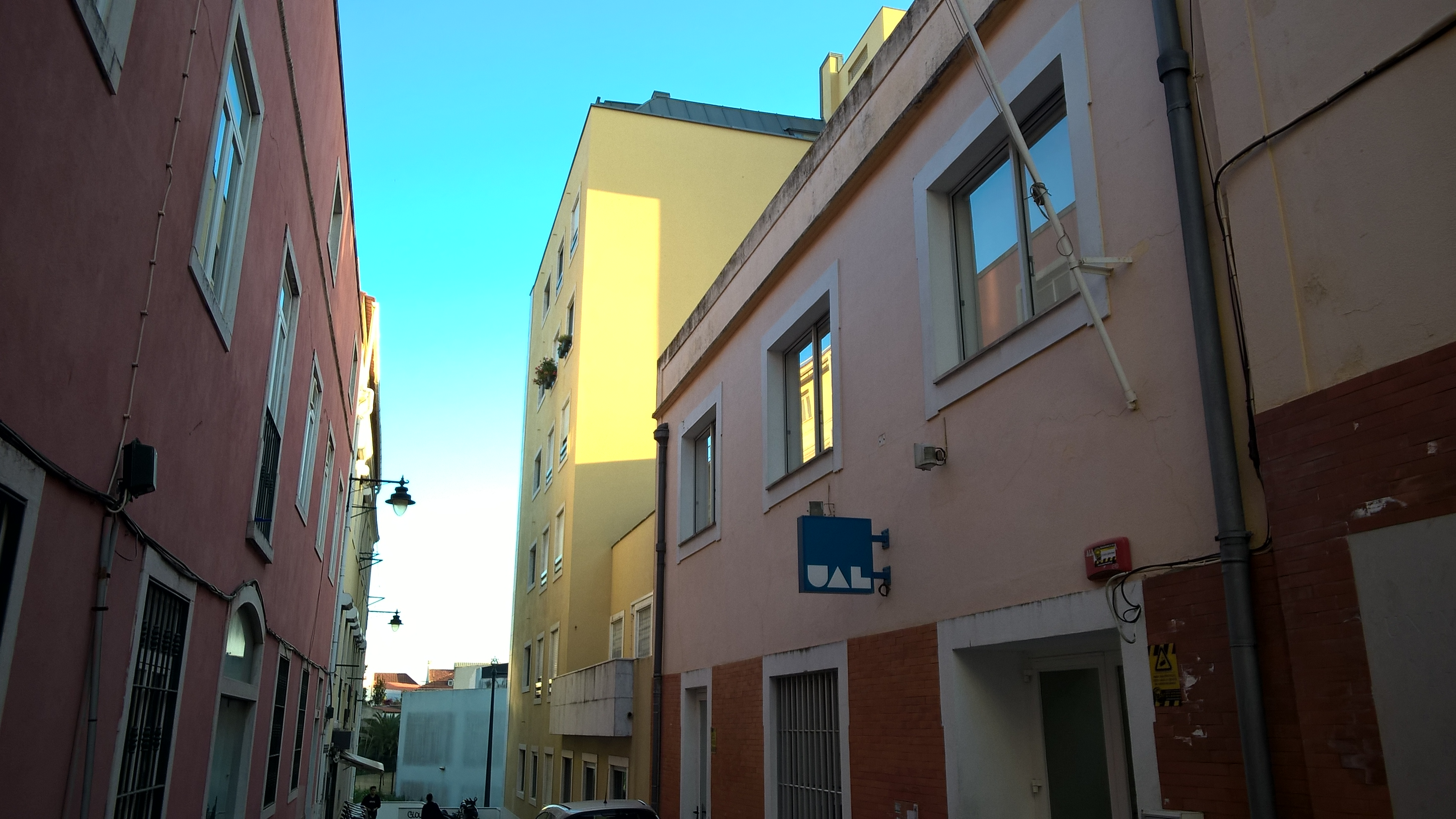

## Anciens élèves notables
- José Jorge Letria
- António José Seguro
- José Carlos Malato
- Inês Sousa Real
- Amílcar Bengla Mourão
- Rita Ferro Rodrigues
- Cristina Ferreira
- Maria da Luz Antunes
- Carolina Reis
- Pedro Pinto
- Teresa A. Oliveira
- Carlos Carranca
- Hugo Horta
- Tiago Barroso
- Susana Leal
- Gonçalo Lobo Pinheiro
- Telma de Mattos Ruas
- Nunes Marques
- Rita Pereira
- Elena Casacuberta
- Reginaldo Rodrigues de Almeida
- João Viseu
- Susana Lopes
- Vítor Gonçalves
- Fernanda Almeida
- Helena Pinheiro de Melo
- Paulo Nunes dos Santos